# Kamenka (Penzenská oblast)
Kamenka (rusky Каменка) je město v Penzenské oblasti v Ruské federaci. Při sčítání lidu v roce 2010 měla bezmála čtyřicet tisíc obyvatel.

## Poloha a doprava
Kamenka leží na západním okraji Povolžské vrchoviny na Atmisu, levém přítoku Mokši v povodí Volhy. Od Penzy, správního střediska oblasti, je vzdálena přibližně 75 kilometrů západně.
Přes město prochází železniční trať ze Rjažsku do Syzraně.

## Dějiny
Obec Kamenka vznikla v 18. století. Počátkem druhé světové války do ní byla přesunuta továrna na zemědělské stroje ze západní části Sovětského svazu, takže rychle vzrostl počet obyvatel a v roce 1944 získala status sídlo městského typu. Městem je od roku 1951.

### Rodáci
- Nikolaj Nilovič Burděnko (1876–1946), neurochirurg